# جلال الخياط
جلال الخياط (1932- 2005)، أديب وناقد من العراق.

## حياته
ولد جلال في الموصل عام 1932 وفي بعض المصادر عام 1934 والده هو المربي والكاتب المعروف (أيوب صبري الخياط). اكمل جلال دراسته في مدارس الموصل ثم التحق بدار المعلمين العالية (كلية التربية) ببغداد وتخرج فيها سنة 1955. عين مدرسا لمادة اللغة العربية في بعض المدارس الثانوية وفي سنة 1961 التحق بالبعثة العلمية لوزارة التربية وسافر إلى بريطانيا للدراسة في جامعة كامبردج الشهيرة وهناك قدم اطروحته للدكتوراه بعنوان:(مفهوم الحداثة في الشعر العراقي)، تتلمذ على يد نخبة من المستشرقين امثال (آرثر آربري) و(سرجنت). عاد إلى العراق سنة 1965 وعين مدرسا في قسم اللغة العربية بكلية الاداب في جامعة بغداد.

## مؤلفاته
ومن المواد الدراسية التي اهتم بها (النقد الادبي)، لذلك انجز مجموعة كبيرة من الكتب في هذا المجال منها:
- الشعر العراقي الحديث: مرحلة وتطور 1970
- التكسب بالشعر 1970
- الشعر والزمن 1975
- المثال والتحول في شعر المتنبي وحياته 1977
- الاصول الدرامية في الشعر العربي1982
- احمد الصافي النجفي دراسة ومختارات 1987

وقبيل وفاته كان يعمل في كتاب لم ير النور بعد، عنوانه: (الجنون في الشعر) ويعد عملا موسوعيا نأمل ان ينشر قريبا.
لم يكن الخياط منشغلا بالتدريس والتأليف وانما ارتبط بالمحيط وأسهم في تشكيل الحياة الثقافية العربية المعاصرة.
وقد كتب مئات المقالات والدراسات والبحوث. نشرت في مجلات موصلية وعراقية وعربية واجنبية. وقد استطاع بحق ان يكون كاتبا وباحثا متميزا يقف بكل جرأة وكفاءة امام اساتذة وباحثين امثال الدكتور إبراهيم السامرائي والدكتور علي جواد الطاهر والدكتور مهدي المخزومي. في كتابه (المنفى والملكوت) دعا إلى عدم اعتماد منهج نقدي محدد في دراسة الالوان الادبية، واكد اهمية الاستفادة من المناهج النقدية مؤكدا اهمية البحث عن قيمة المنهج مرتبطا بجوهر النص.الرحمة للدكتور الخياط وجزاه الله خيرا عما قدم لوطنه وامته.

## وصلات خارجية
- أعلام الموصل في القرن العشرين للعلامة الدكتور عمر محمد الطالب
- اتحاد الأدباء والكتاب العراقيين
- سلطان العويس
- جريدة الاتحاد
- مركز النور